# 王重师
王重师（?—?），潁川長社人。唐朝至後梁時期的軍事人物和官員。

## 生平
唐朝中和末年，秦宗權攻陷許昌，王重师投奔朱全忠。文德年間，王重师負責統領左右長劍軍。朱全忠進攻上蔡時，王重師作戰有功，後來又去討伐兗、鄆，被任命為潁州刺史。乾寧年間，王重师率軍攻陷濮州。王重师後又北伐幽、滄、鎮、定，多次和晉軍交戰。天祐年間，擔任雍州節度使。開平年間，王重师被劉捍誣陷，導致朱全忠對王重師有所猜忌。不久，王重师擅自派遣張君練進攻邠、鳳，結果張君練戰敗。朱全忠大怒，將王重师處決。

## 延伸阅读
[在维基数据编辑]
 《舊五代史·卷19》，出自薛居正《舊五代史》
 《新五代史·卷22》，出自歐陽修《新五代史》